# La Poupée sanglante (roman)
 (juin 2025).
Pour les articles homonymes, voir La Poupée sanglante.
La Poupée sanglante est un roman fantastique de Gaston Leroux, paru en 1923.

## Historique
Le roman paraît, sous le titre La Poupée sanglante, 1re partie : La Sublime Aventure de Bénédict Masson, en 40 feuilletons quotidiens du journal Le Matin entre le 1er juillet et le 9 août 1923. L'œuvre est reprise en volume l'année suivante chez Tallandier.

## Résumé
Christine, fille d'un horloger habile et fiancée du savant Jacques Cotentin, ne trouve qu'un défaut à son bel automate Gabriel : son absence d'âme.
Comme elle aimerait que celui-ci ait la belle âme poétesse de son voisin Bénédict Masson ! Hélas, simple mécanique, il ne peut donner que ce que ses rouages savent du monde. Bien peu.
Bénédict est quant à lui un relieur à l'esprit fin et sensible, malheureusement affligé d'une laideur physique qui tient Christine loin des bras de sa belle âme. Il ignore la nature de l'étrange jeune homme, au port noble et à la mine si parfaite, qu'il observe parfois de sa fenêtre visiter l'élue de son cœur. Mais voilà qu'un soir Bénédict Masson entend une dispute entre Christine et son père. Christine le supplie de ne pas « le » tuer. Mais de qui parle-t-elle ?…
Un jour, étrangement, Christine se confie au relieur. Elle lui demande s'il ne pourrait pas travailler à mi-temps pour l'aider dans la bibliothèque du marquis. Ce dernier aurait voulu l'embrasser, ce qui a déplu à la jeune fille.

## Commentaire
Un des derniers romans de Gaston Leroux et peut-être son apothéose, La Poupée sanglante et sa suite La Machine à assassiner forment un diptyque, bien que les deux parties soient autonomes et distinctes. La première est tout en mystère et frayeur ; la seconde en action et drôlerie. Le cœur du roman atteint un haut niveau d'invraisemblances que le génie du conteur attise en multipliant les marques d'étrangeté. Le roman appartient à la veine du fantastique et trouve sa source d'inspiration dans L'Homme au sable de E.T.A. Hoffmann. Le dénouement, d'une implacable rigueur, ramène pourtant tous les faits étranges à une simple explication rationnelle. Rêve fou, cauchemar habilement distillé, Gaston Leroux prend le parti avec La Poupée sanglante de divertir hors des sentiers du réalisme prosaïque.

## Adaptation
- 1976 : La Poupée sanglante, mini-série de Marcel Cravenne, avec Yolande Folliot, Jean-Paul Zehnacker, Ludwig Gaum et Edith Scob

Cette adaptation pour la télévision bénéficie du savoir-faire du vétéran Marcel Cravenne. Jean-Paul Zehnacker prête son jeu halluciné au tourmenté Bénédict Masson, la gracieuse Yolande Folliot, dans un de ses premiers rôles, incarne la fragilité de Christine. Ludwig Gaum, comédien britannique, joue le beau et froid Gabriel avec une différence notable comparé au roman : dans l'adaptation l'automate Gabriel est doué de parole, mais c'est la voix de Zehnacker (Masson) que l'on entend. Dans le roman, Gabriel ne parle pas, tout comme son modèle, Olympia, dans L'Homme au sable de Hoffmann. En outre, Gabriel écrit et son écriture est aussi celle du relieur fou, guillotiné peu avant, pour l'assassinat de sept femmes.
Edith Scob retrouve dans cette adaptation, avec la marquise de Coulteray, un rôle étrangement semblable à celui qui lui valut la célébrité, vingt ans plus tôt, dans Les Yeux sans visage de Georges Franju.